# Parafia św. Józefa w Piekarach Śląskich
Parafia św. Józefa w Józefce – parafia rzymskokatolicka w Piekarach Śląskich.

## Rys historyczny
Jak podają źródła osada Józefka powstała w XII wieku w południowej części kotliny Józefka, położonej na obu brzegach rzeki Brynica. Osada Józefka, położona między Niezdarą a Piekarami Śląskimi, była kiedyś nazywana Brzezinkami i najpierw należała do parafii św. Małgorzaty w Bytomiu, później do parafii św. Piotra i Pawła w Kamieniu, a od 1303 do parafii św. Bartłomieja w Piekarach Śląskich. Mieszkańcy Józefki brali czynny udział w budowie piekarskiej Bazyliki i Kalwarii. W 1898 mieszkańcy zapragnęli wybudować na własnym terenie kaplicę. Wybudowano ją w samym centrum osady. Budowie patronował proboszcz piekarski ks. Karol Nerlich oraz hrabia Łazarz Henckel von Donnersmarck z Nakła Śląskiego. Neogotycką kaplicę ks. Hugon Kinzler poświęcił 28 maja 1901. 
W 1941 pojawiła się myśl powołania lokalii na Józefce, a rok później ks. Franciszek Woźnica zwrócił się do kurii diecezjalnej w Katowicach z prośbą o możliwość jej utworzenia. Na jego prośbę odpowiedziano pozytywnie i już w 1943 ks. Józef Smandzich został ustanowiony lokalistą w Józefce.
W 1930 otrzymano od władz zezwolenie na wybudowanie małej zakrystii, którą dobudowano w 1946. Kolejne lata były przeznaczone na rozbudowywanie kaplicy. 12 października 1956 lokalia na Józefce została odnowiona i nowym lokalistą został ks. Jerzy Pietrucha, który dwa lata później został pierwszym kuratusem w Józefce.
Dalsze starania się o erygowanie parafii przyniosło skutek w 1958. 16 marca 1958 kuria diecezjalna w Katowicach udzieliła zgodę na budowę nowego kościoła. Natomiast 1 kwietnia 1958 kościół św. Józefa stał się samodzielną parafią.
We wrześniu 1969 nowym proboszczem został ks. Józef Klemens, który postarał się o to, by na miejscu kaplicy wybudować nowy kościół. 12 września 1974 otrzymał na to zgodę od władz państwowych. Prace na budowie ruszyły tego samego roku, a kamień węgielny poświęcił bp Herbert Bednorz. Projekt budowy wykonał dr Adam Lisik z Chorzowa. Kierownikiem budowy został Franciszek Klimek. w 1976 kaplica św. Józefa zgodnie z decyzją władz państwowych została rozebrana, a na jej miejsce powstał kościół. Konsekracja nowego kościoła odbyła się 12 grudnia 1976. W 1982 w nawie bocznej kościoła został zawieszony obraz Matki Bożej Piekarskiej. Lata osiemdziesiąte to okres upiększania wnętrza kościoła.
Kolejny probosz Józefki ks. Rajmund Machulec postarał się o wykup ziemi na cmentarz. 1 listopada 1989 ks. Klemens poświęcił nowy cmentarz. W 1998 rozpoczęto budowę kaplicy cmentarnej, której projekt wykonał Romuald Malina. Poświęcono ją w 2000.  
W 1992 obchodzono w parafii św. Józefa 50. rocznicę męczeńskiej śmierci urodzonego w Józefce ks. Józefa Czempiela. Od 29 października 2000 jest on patronem rodzin parafii, a tego samego dnia ks. bp Damian Zimoń poświęcił płaskorzeźbę błogosławionego, którą umieszczono w kościele przy ołtarzu bocznym.

## Proboszczowie
- ks. Józef Smandzich, lokalista 1943–1947
- ks. Jerzy Pietrucha, lokalista, kurator 1956–1969
- ks. Józef Klemens 1969–1979
- ks. Rajmund Machulec 1979–2005
- ks. Andrzej Tatarczyk 2005–2014
- ks. Grzegorz Brzyszkowski od 2014–